# Sony Movies (Latinoamérica)
Sony Movies es un canal de televisión por suscripción latinoamericano de origen estadounidense, especializado en la emisión de películas de tipos géneros. Emite desde la Ciudad de México y Bogotá en español, y desde São Paulo para Brasil en portugués, es propiedad de Sony Pictures Entertainment y distribuido actualmente por Ole Distribution, una empresa formada entre Ole Communications y Warner Bros. Discovery.
En julio de 2022, Sony Movies llegó a través de DirecTV y DGO para toda Latinoamérica, y SKY, DGO y UOL por Brasil.